# 20.000 dólares por un cadáver
Pour plus de détails, voir Fiche technique et Distribution.
20.000 dólares por un cadáver est un western spaghetti espagnol sorti en 1971, réalisé par José María Zabalza, sous le pseudo de Peter Harrison.

## Synopsis
Un pistolero, membre d'une bande qui s'oppose à la construction du chemin de fer, entre dans une grange pour un cambriolage. Il est surpris par le propriétaire qui le tue, et décide de recouvrer la récompense sur sa tête. Mais les compagnons du mort incendient la ferme et dérobent l'argent de la prime. Le fermier offre alors ses services à la compagnie des chemins de fer pour lutter contre les bandits.

## Fiche technique
- Titre espagnol original : 20.000 dólares por un cadáver[1]
- Titre français : Vingt Mille Dollars pour un cadavre[2]
- Titre anglais : Twenty Thousand Dollars for Every Corpse[3]
- Titre italien : Ehi! Gringo... Scendi dalla croce[3]
- Genre : Western spaghetti
- Réalisation : José María Zabalza(sous le pseudo de Peter Harrison)
- Scénario : José María Zabalza
- Musique : Gianni Marchetti, Ana Satrova
- Production : Rafael Durán pour Procensa
- Photographie : Leopoldo Villaseñor
- Format d'image : 35 mm
- Pays de production :  Espagne
- Durée : 81 minutes
- Année de sortie : 1971[3]

## Distribution
Sauf indication contraire, les informations mentionnées dans cette section peuvent être confirmées par la base de données cinématographiques IMDb,  présente dans la section « Liens externes ».
- Miguel de la Riva : Glenn
- Dyanik Zurakowska : Jenny
- José Truchado : Ralston
- Guillermo Méndez : shérif
- Fernando Sánchez Polack (es) : Red Burkett
- José Marco : barbier
- Enrique Navarro : marchand
- Juan Cortés : chef des chemins de fer
- Javier Rivera : inspecteur des chemins de fer
- César García : Rayleigh
- Ricardo Costa : Matt, un bandit
- Ramon Lillo : un bandit